# لاري غودفري
لاري غودفري (بالإنجليزية: Larry Godfrey)‏ هو نبال بريطاني، ولد في 9 يونيو 1976 في برستل في المملكة المتحدة.

## وصلات خارجية
- لاري غودفري على موقع الاتحاد الدولي للرماية بالسهام (الإنجليزية)
- لاري غودفري على موقع اللجنة الأولمبية الدولية (الإنجليزية)
- لاري غودفري على موقع أوليمبيديا (الإنجليزية)
- لاري غودفري على موقع اللجنة الأولمبية البريطانية (الإنجليزية)